# Sunda-Stachelschwein
Das Sunda-Stachelschwein (Hystrix javanica) ist eine Stachelschweinart aus der Gattung der Eigentlichen Stachelschweine (Hystrix). Es kommt auf der Insel Java, eine der vier Großen Sundainseln in Südostasien, sowie den vorgelagerten Inseln vor.

## Merkmale
Das Sunda-Stachelschwein erreicht eine Kopf-Rumpf-Länge von 45,5 bis 66,0 Zentimetern und die Schwanzlänge beträgt 6,0 bis 17,0 Zentimeter, es erreicht ein Gewicht von 8 bis 27 Kilogramm. Es ist damit wie alle Eigentlichen Stachelschweine für ein Nagetier sehr groß. Das Tier ist in seiner Grundfärbung braun, aufgrund der weißen Stachelspitzen erscheint es jedoch an den Körperseiten, dem Rücken und dem kurzen Schwanz weiß gesprenkelt. Die Stacheln auf dem Körper sind generell wenig entwickelt und die größten Stacheln erreichen einen Durchmesser von 3,5 bis 6,1 Millimetern bei 80 bis 155 Millimetern Länge. Die Stacheln des Rückens haben ein breites dunkles Band von 40 bis 50 Millimeter Länge und eine vergleichsweise kurze weiße Spitze von 25 bis 35 Millimeter. Diese Art von Stacheln macht etwa 50 % der Gesamtmenge der Stacheln aus und gibt den Tieren damit eine dunkle Erscheinung. An den Wangen, den Schultern und den Körperseiten besitzen sie zusätzliche Borsten mit weißen Spitzen, die jedoch nicht länger als die Stacheln sind und keinen Kamm bilden. Wie bei allen anderen Hystrix-Arten sind die Schwanzstacheln umgebildet und bilden eine Rassel. Die hohlen Stacheln erreichen Längen von 15 bis 20 Millimetern, der Durchmesser liegt bei 3,1 bis 4,8 Millimetern.

## Verbreitung

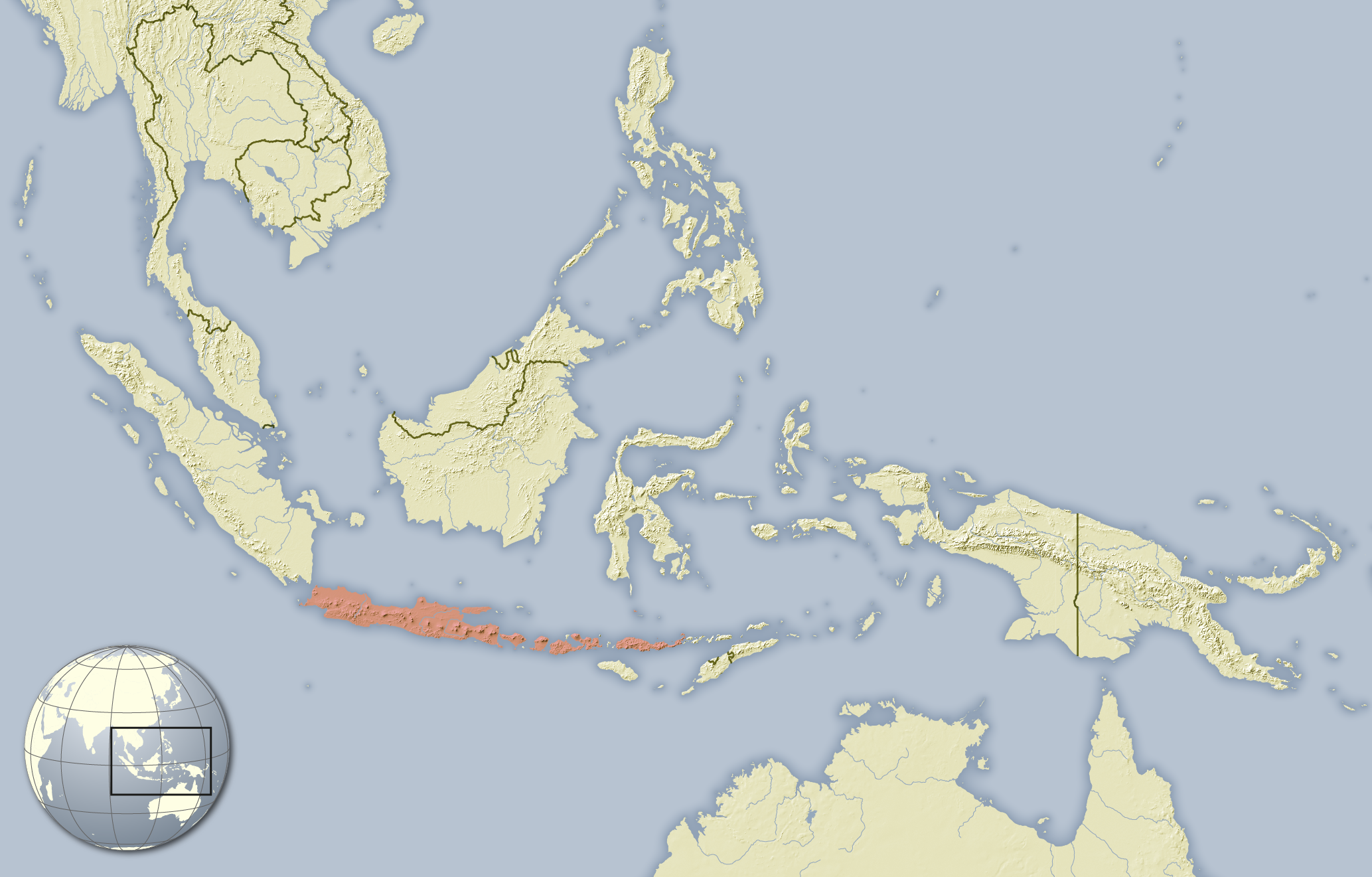
Verbreitungsgebiete des Sunda-Stachelschweins

Das Sunda-Stachelschwein kommt endemisch in Indonesien auf der Insel Java, Madura sowie den Kleinen Sundainseln Bali, Lombok, Sumbawa, Flores, Rinca und der zu den Salajarinseln gehörenden Insel Jampea vor.

## Lebensweise
Über die Lebensweise des Sunda-Stachelschweins liegen nur sehr wenige Angaben vor. Es kommt vorwiegend in Sekundärwäldern und teilweise gestörten Habitaten des Flachlandes sowie in Mangroven vor. Wie andere Stachelschweine ist es wahrscheinlich primär herbivor, über die Fortpflanzung und das Verhalten gibt es keine Informationen.

## Systematik
Das Sunda-Stachelschwein wird als eigenständige Art innerhalb der Gattung der Eigentlichen Stachelschweine (Hystrix) eingeordnet, die aus acht Arten in Asien und Afrika besteht. Die wissenschaftliche Erstbeschreibung stammt von Frédéric Cuvier aus dem Jahr 1823. Als Ursprungsort gab er Java an. Innerhalb der Gattung wird die Art in die Untergattung Acanthion gestellt.
Innerhalb der Art werden neben der Nominatform keine Unterarten unterschieden.

## Status, Bedrohung und Schutz
Das Sunda-Stachelschwein wird von der International Union for Conservation of Nature and Natural Resources (IUCN) als nicht gefährdet („Least concern“) eingeordnet. Begründet wird dies mit dem vergleichsweise großen Verbreitungsgebiet und seinem regelmäßigen Vorkommen. Bestandsgefährdende Risiken sind nicht bekannt.

## Belege
1. 1 2  F. Cuvier: Examen des espèces du genre porc-épic et formation des genres ou sous-genres Acanthion, Eréthizon, Sinèthère et Sphiggure. In: Mémoires du Muséum d'Histoire Naturelle, Band 9, S. 413–484, 1823. (Digitalisat)
2. 1 2 3 4 5  E.L. Barthelmess: Sunda Porcupine - Hystrix javanica. In: Don E. Wilson, T.E. Lacher, Jr., Russell A. Mittermeier (Herausgeber): Handbook of the Mammals of the World: Lagomorphs and Rodents 1. (HMW, Band 6), Lynx Edicions, Barcelona 2016; S. 326. ISBN 978-84-941892-3-4.
3. 1 2 3 4  Hystrix javanica in der Roten Liste gefährdeter Arten der IUCN 2017.2. Eingestellt von: K. Aplin, 2008. Abgerufen am 14. September 2016.
4. 1 2 3  Hystrix (Acanthion) javanica. In: Don E. Wilson, DeeAnn M. Reeder (Hrsg.): Mammal Species of the World. A taxonomic and geographic Reference. 2 Bände. 3. Auflage. Johns Hopkins University Press, Baltimore MD 2005, ISBN 0-8018-8221-4.